# Örby-Skene distrikt
Örby-Skene distrikt är ett distrikt i Marks kommun och Västra Götalands län. 
Distriktet ligger söder om Kinna. 

## Tidigare administrativ tillhörighet
Distriktet inrättades 2016 och utgörs av socknen Örby samt det av socknen innefattande område som Skene köping omfattade till 1971.
Området motsvarar den omfattning Örby-Skene församling hade vid årsskiftet 1999/2000.